# Cassoulet
Cassoulet (på occitansk: caçolet) er en fransk gryderet af confiterede andelår, pølser og hvide bønner.
Den stammer fra Languedoc-regionen og har spredt sig over hele Frankrig og resten af verden.
Til cassoulet passer en kraftig, frugtrig vin fra egnen omkring Castelnaudary, det kunne være vine som 
Fitou, Corbières, Minervois eller Cahors.